# Alex Strasser
Alexander „Alex“ Strasser (geboren 1898 in Wien, Österreich-Ungarn; gestorben 3. September 1974 in London, Vereinigtes Königreich) war ein österreichischer Filmschaffender, tätig in Deutschland und Großbritannien in diversen Arbeitsfeldern (darunter Experimentalregie, Darstellung, Kamera, Produktion, Ausstattung und Schnitt).

## Leben
Strasser unternahm seine ersten Schritte beim deutschen Stummfilm als Kameraassistent. Im Lauf der 1920er Jahre unternahm er einen Versuch als Schauspieler (Kabinettsrat Stelter in Gerhard Lamprechts Der alte Fritz) und begann ab demselben Jahr (1927) auch Filme zu inszenieren (den experimentellen Kurzfilm „Die Landpartie“). An der Seite von Lotte Reiniger beteiligte er sich im Jahr darauf an der Herstellung des Scherenschnittfilms „Grotesken im Schnee“, ein weiteres Jahr später (1929) mit Erwin Piscator an dem kurzen Experimentalfilm „Der Kaufmann von Berlin“. Beim frühen Tonfilm inszenierte Alex Strasser nunmehr auch kurze Filme mit Spielszenen. Als Jude blieb Strasser in Deutschland seit Jahresbeginn 1933 weitgehend isoliert. 1934 floh Strasser nach London, wo er sich nunmehr mit der Herstellung wissenschaftlicher Filme befasste. Zeitweise war er auch Leiter einer Ausbildungsstätte für angehende Fotografen, der Reimann School of Photography.

## Filmografie
- 1927: Die Landpartie (Experimentalfilm-Regie, Drehbuch, Kamera, Ausstattung, Produktion)
- 1928: Der alte Fritz, 2. Teil: Ausklang (Darsteller)
- 1928: Grotesken im Schnee (Experimentalfilm-Regie, Drehbuch, Produktion)
- 1929: Der Kaufmann von Berlin (Experimentalfilm-Regie)
- 1930: Die Jagd nach dem Glück (Idee, Standfotos)
- 1931: So beginne Deine Tage (Kurzfilm, Regie)
- 1931: Rund um Weihnachten (Kurzfilm, Regie)
- 1931: Freund Troll (Kurzfilm, Regie)
- 1931: Mündiges Volk (Kurzfilm, Regie)
- 1932: Schwieriger Haushalt  (Kurzfilm, Regie, Schnitt)
- 1936: The Birth of the Robot (Kurzfilm, Kamera)
- 1942: The Five-Inch Bather (Kurzfilm, Kamera)
- 1942: Hedging (Kurzfilm, Kamera)
- 1943: Young and Healthy (Kurzfilm, Kamera, Schnitt)
- 1943: In Which We Live: Being the Story of a Suit Told by Itself (Kurzfilm, Kamera)
- 1944: Some Like It Rough (Kurzfilm, Kamera)
- 1945: Cambridge (Kurzfilm, Kamera)
- 1947: Your Children’s Meals (Kurzfilm, Kamera)
- 1965: Clearing the Air (Dokumentarkurzfilm, Produktion)